# Cerastium sugawarae
Cerastium sugawarae là loài thực vật có hoa thuộc họ Cẩm chướng. Loài này được Koidz. & Ohwi mô tả khoa học đầu tiên năm 1936.